# Silvesterorden
Der Orden des heiligen Papstes Silvester (kurz Silvesterorden; lateinisch Ordo Sancti Silvestri Papae) ist ein päpstlicher Orden für Verdienste um die römisch-katholische Kirche und den katholischen Glauben. Er wird mittelbar vom Papst an Laien verliehen und ist der fünfthöchste Orden des Heiligen Stuhls.

## Geschichte
Der heutige Silvesterorden wurde am 31. Oktober 1841 mit dem Breve Quod hominum mentes von Papst Gregor XVI. in zwei Ordensklassen gegründet, der diesen mit dem älteren Orden vom Goldenen Sporn verband.
Mit dem Breve Multum ad excitandos reformierte Pius X. am 7. Februar 1905 das päpstliche Ordenswesen und trennte den Silvesterorden vom Orden vom Goldenen Sporn.
Papst Johannes Paul II. führte am 2. Juni 1993 die heutigen Ordensklassen ein. Seit 1993 kann der Silvesterorden auch an Frauen verliehen werden.
In der Rangordnung der päpstlichen Verdienstorden und Ehrenzeichen steht der Silvesterorden an 5. Stelle.

## Ordensklassen
Die Ordensklassen unter Gregor XVI. vom 31. Oktober 1841:
- Komtur
- Ritter

Die Ordensklassen unter Pius X. vom 7. Februar 1905:
- Großkreuz-Ritter
- Komtur mit Stern
- Komtur
- Ritter

Die heutigen Ordensklassen für Frauen und Männer nach Johannes Paul II. vom 2. Juni 1993:
- Großkreuz-Ritter (Cavaliere di Gran Croce) und Großkreuz-Dame (Dama di Gran Croce)
- Komtur mit Stern (Commendatore con Placca) und Komtur-Dame mit Stern (Dama di Commenda con Placca)
- Komtur (Commendatore)
- Ritter (Cavaliere) und Dame (Dama)

## Ordensdekoration
Die Insignien des Silvesterordens beruhen auf denen des Ordens vom Goldenen Sporn. Das Abzeichen zeigt auf einem achtzackigen, goldenen, weiß emaillierten Kreuz das Bild des heiligen Papstes Silvester I. (314–335) mit der Inschrift SANC. SYLVESTER P. M.. Der goldene Sporn am unteren Kreuzarm, Verweis auf den entsprechenden Orden, entfiel mit der Reform von 1905.
Das aktuelle Ordensband ist schwarz mit drei feinen roten Linien.
Die Uniform besteht aus einem schwarzen, vorne offenen Frack mit Goldstickerei sowie Kragen und Aufschlägen aus schwarzem Samt, Zweispitz und Degen.
|             |                    |                              |                        |
| Ritter/Dame | Komtur/Komtur-Dame | Komtur/Komtur-Dame mit Stern | Großkreuz-Ritter/-Dame |

## Galerie

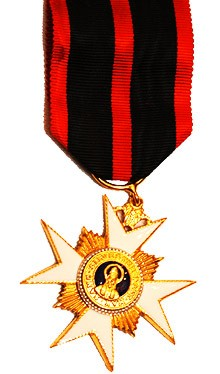
Ritterkreuz des Silvesterordens
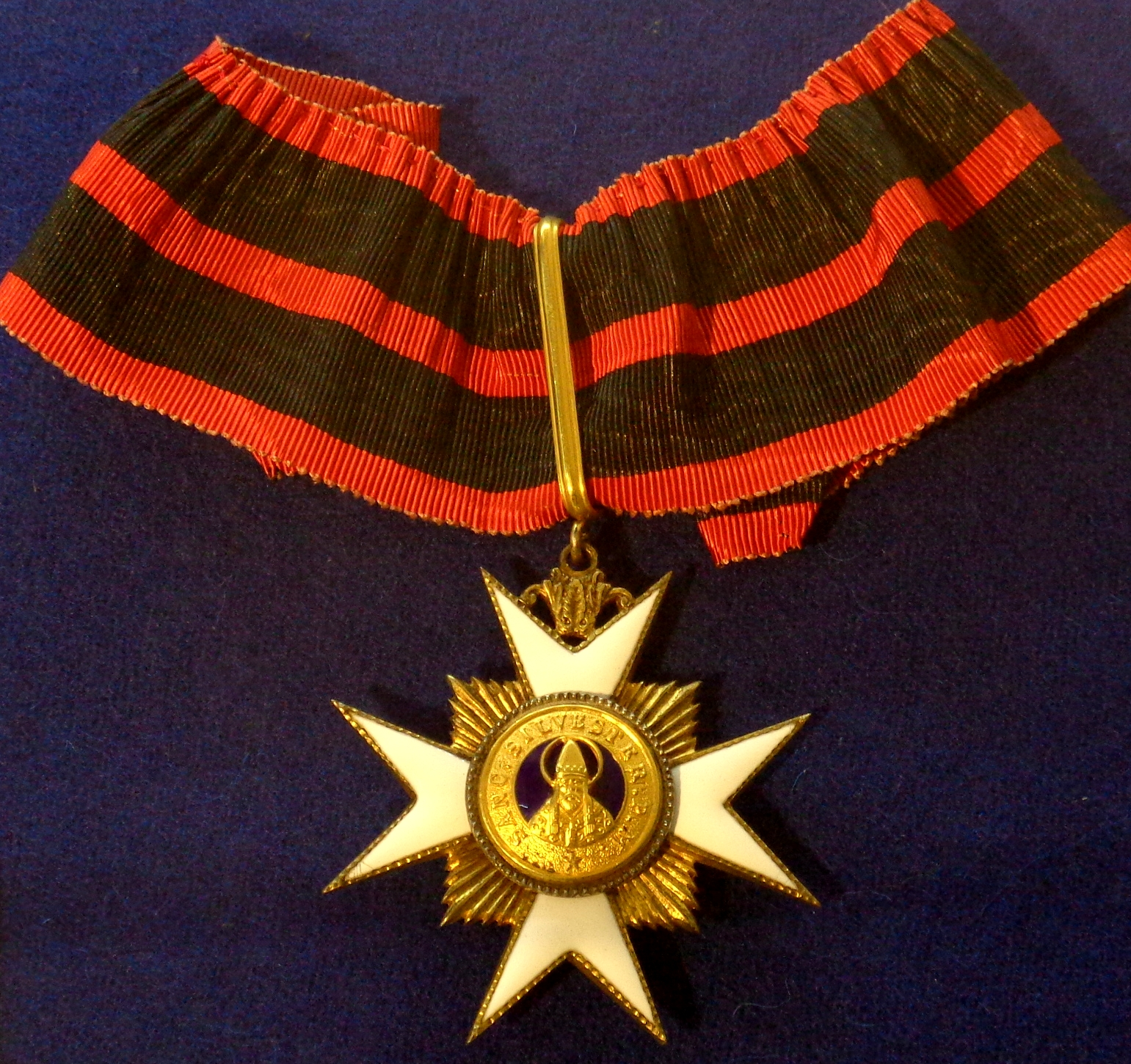
Komturkreuz des Silvesterordens
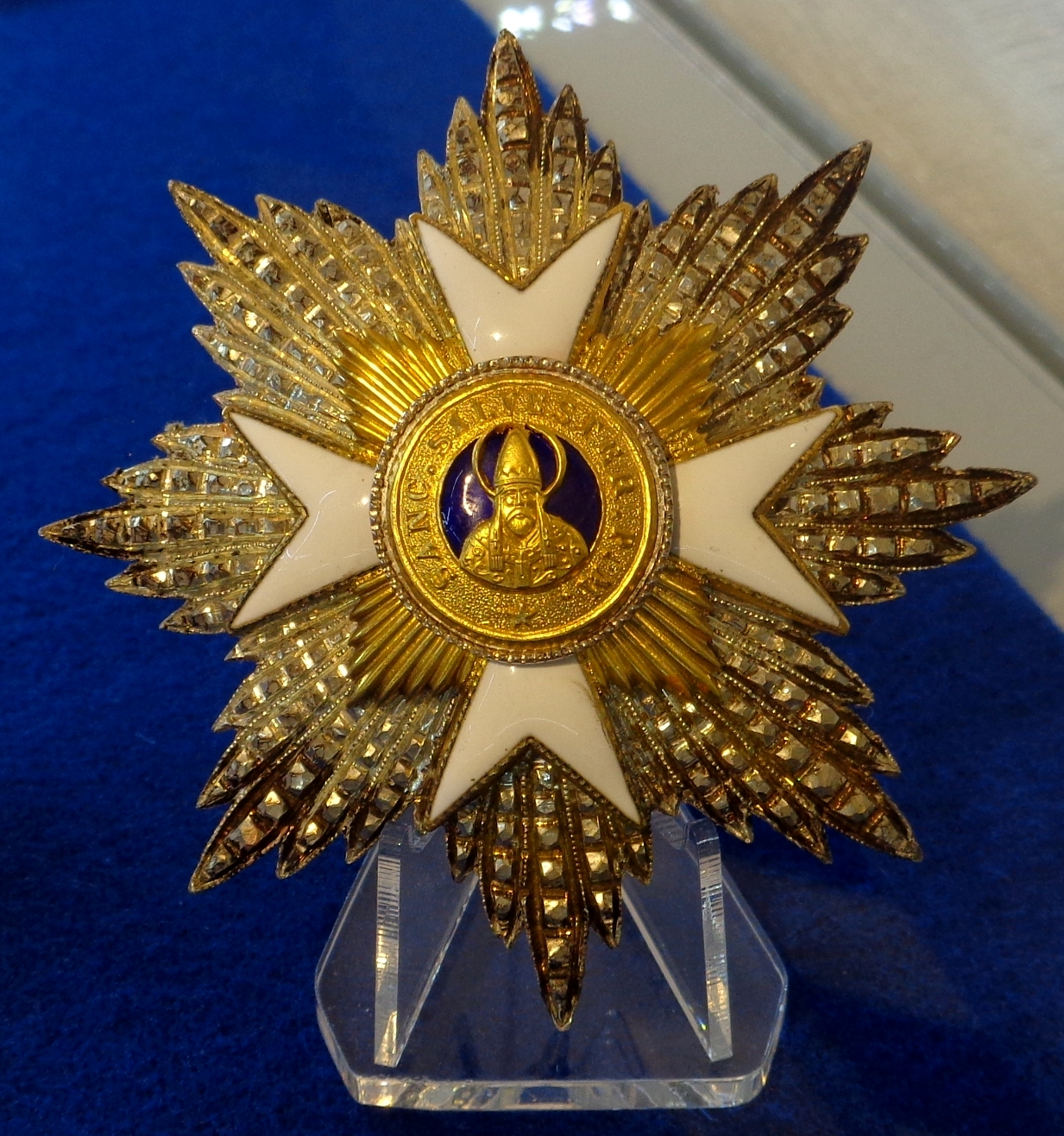
Stern der Komture des Silvesterordens
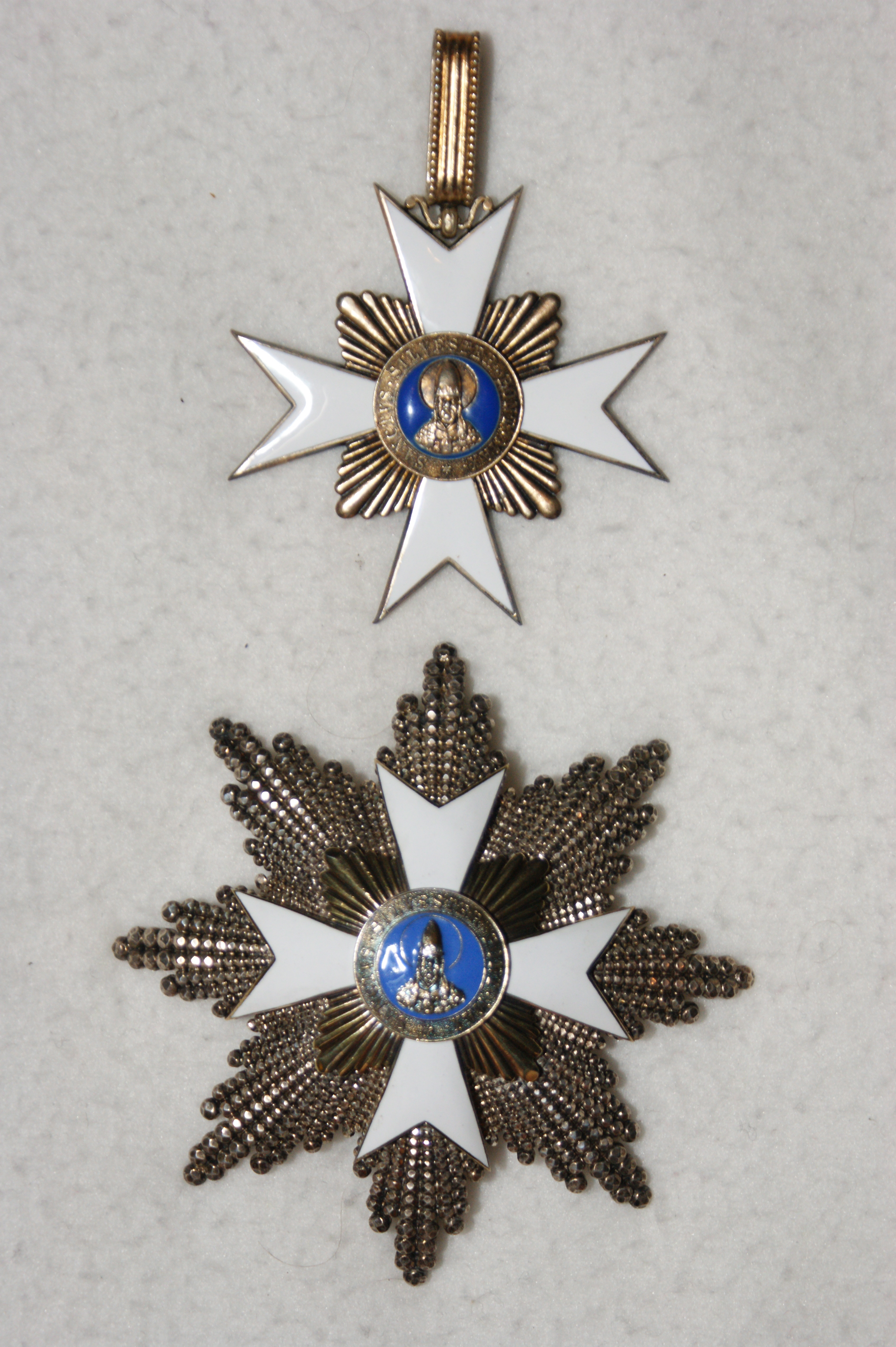
Komturkreuz mit Stern